# Babette Babich
Pour les articles homonymes, voir Babich.
Babette E. Babich, née le 14 novembre 1956 à New York, est une philosophe et essayiste américaine, professeure à l'université Fordham. Elle est fondatrice des New Nietzsche Studies.

## Biographie
Babette Babich prépare un doctorat au Boston College, et soutient sa thèse de philosophie en 1987. Elle enseigne à l'université Denison et à l'université Marquette puis elle est professeure à l'université Fordham à New York. 
Elle s'intéresse à la philosophie des sciences et de la technologie. Élève de Hans-Georg Gadamer, Babich a également travaillé avec Jacob Taubes et Paul Feyerabend. En 1996, elle fonde la revue New Nietzsche Studies dont le titre fait référence à The New Nietzsche, une collection éditée par David Blair Allison.

## Publications

### Ouvrages
- The Hallelujah Effect. Philosophical Reflections on Music, Performance Practice and Technology, Routledge, 2016. [2013][3],[4]
- Un politique brisé Le souci d'autrui, l'humanisme et les juifs chez Heidegger, Paris: L'Harmattan, 2016.
- La fin de la pensée ? Philosophie analytique contre philosophie continentale, Paris: L'Harmattan, 2012.
- Nietzsches Wissenschaftsphilosophie. « Die Wissenschaft unter der Optik des Künstlers zu sehn, die Kunst aber unter der des Lebens »,  Oxford: Peter Lang, 2010.
- « Eines Gottes Glück voller Macht und Liebe ». Beiträge zu Nietzsche, Hölderlin, Heidegger, Weimar: Klassik Stiftung Weimar, Bauhaus-Universität Weimar, 2009.
- Words in Blood, Like Flowers: Philosophy and Poetry, Music and Eros in Hölderlin, Nietzsche, and Heidegger, Albany: State University of New York Press, 2006 [2007][5]
- Nietzsche e la Scienza: Arte, vita, conoscenza, trad. Fulvia Vimercati, Raffaello Cortina Editore, Milan, 1996.
- Nietzsche’s Philosophy of Science: Reflecting Science on the Ground of Art and Life, State University of New York Press, Albany, 1994[6].

### Contributions
- Reading David Hume's 'Of the Standard of Taste Berlin: de Gruyter, 2019.
- Hermeneutic Philosophies of Social Science Berlin: de Gruyter, 2017.
- New Nietzsche Studies The Journal of the Nietzsche Society. 1996.
- The Multidimensionality of Hermeneutic Phenomenology Frankfurt am Main: Springer, 2013. [With Dimitri Ginev]
- Heidegger und Nietzsche Amsterdam: Rodopi, 2012. [Avec Holger Zaborowski et Alfred Denker]
- Nietzsche, Habermas, and Critical Theory, Amherst, New York, Prometheus Books Humanity Books, 2004.
- Hermeneutic Philosophy of Science, Van Gogh's Eyes, and God: Essays in Honor of Patrick A. Heelan [Boston Studies in the Philosophy of Science] Dordrecht. Kluwer, 2002.
- Nietzsche, Theories of Knowledge and Critical Theory: Nietzsche and the Sciencess I [Boston Studies in the Philosophy of Science] Dordrecht, Kluwer. 1999[7].
- Nietzsche, Epistemology and Philosophy of Science: Nietzsche and the Sciences II [Boston Studies in the Philosophy of Science], Dordrecht, Kluwer Academic Publishers, 1999.
- From Phenomenology to Thought, Errancy, and Desire: Essays in Honor of William J. Richardson, [Phænomenologica] Kluwer Academic Publishers, Dordrecht. 1995.
- « Nietzsche et Éros entre le gouffre de Charybde et l'écueil de dieu: La valence érotique de l'art et l'artiste comme acteur — juif — femme », Revue internationale de philosophie, vol. 54, no 211,‎ 2000, p. 15-55 (lire en ligne, consulté le 14 juillet 2020).
- «Thinking on Film: Jaspers, Scholem, and Thinking in Margarethe von Trotta's “Hannah Arendt”», German Politics & Society, vol. 34, no 118, p. 77-92, consulté le 14 juillet 2020, [lire en ligne]
- « ‘A Philosophical Shock’: Foucault’s Reading of Heidegger and Nietzsche », in: C. G. Prado (dir.), Foucault’s Legacy, Londres: Continuum, 2009, [lire en ligne].
- « Robot Sex, Roombas — and Alan Rickman », sur blog.degruyter.com, 17 août 2017 (consulté le 14 juillet 2020).